# Zachary Taylor House
Das Zachary Taylor House ist ein historisch bedeutsames Gebäude in Louisville im Jefferson County, Kentucky. Hier verbrachte der spätere amerikanische Präsident Zachary Taylor Kindheit und Jugend. Das Haus hat den Status eines National Historic Landmarks und ist im National Register of Historic Places (NRHP) verzeichnet.

## Geschichte
Der Pflanzer Richard Taylor migrierte 1785 aus dem Osten Virginias mit seiner Familie nach Louisville. Hier gründete er etwas östlich des damaligen Ortskerns eine Plantage auf einem 160 Hektar großen Landstück, das er für seinen Dienst im Amerikanischen Unabhängigkeitskrieg erhalten hatte. Zuerst lebten die Taylors in einem kleinen Blockhaus. In den folgenden fünf Jahren entstand ein größeres Ziegelhaus, das den Namen Springfield erhielt. Der im Jahr 1784 geborene Richard Taylor lebte bis zu seinem Eintritt in die United States Army 1808 in diesem Anwesen. Als er nach dem Britisch-Amerikanischen Krieg für einige Zeit aus dem Militärdienst entlassen wurde, wohnte er bis August 1816 wieder in Springfield. Zwischen 1810 und 1830 wurde das Haus nach Osten hin erweitert. 1829 starb Richard Taylor und verfügte in seinem Testament den Verkauf des Gutshauses, um die Plantage zu entschulden. Das Zachary Taylor House hatte danach verschiedene Besitzer, während das ursprüngliche Landstück bis in die späten 1950er Jahre größtenteils erhalten blieb, bis es schließlich parzelliert wurde. Nach seinem Tod  1850 wurde Zachary Taylor auf dem Familienfriedhof unmittelbar südöstlich von Springfield beerdigt, der heute ein United States National Cemetery ist.
In den 1950er Jahren wurde die übermalte Wandverkleidung aus Walnussholz in der Treppenhalle und im Speiseraum restauriert. Im Juli 1961 wurde das Zachary Taylor House ein National Historic Landmark und im Oktober 1966 im NRHP eingetragen. Im April 1974 erlitt das Gebäude starke Wasser- und Sturmschäden durch einen Tornado. Unter anderem wurde das Dach und die Veranden abgerissen sowie die Schornsteine zerstört.

## Baubeschreibung
Das Zachary Taylor House steht auf einem 0,3 Hektar großen Grundstück in unmittelbarer Nähe des heutigen Zachary Taylor National Cemetery. Es ist zweieinhalb Stockwerke hoch und hat einen L-förmigen Grundriss sowie ein Giebeldach. Die vertikalen Schiebefenster haben die Form von Sprossenfenstern und bestehen im Erdgeschoss aus 24 und im ersten Stockwerk aus 20 Glasstücken. Im Erdgeschoss liegen zwei Wohnzimmer, eine Treppenhalle sowie das Speisezimmer und die Küche. Im Stockwerk darüber befinden sich vier Schlafzimmer. Den Keller bildet eine zentrale Halle, an die sich seitlich je ein Raum anschließt. Die Frontfassade mit dem Haupteingang stellt die nordwestliche Ansicht. Rückwärtig ist eine zweistöckige Veranda angebaut, die über Türen im Treppenhaus zu erreichen ist. Jeweils am Ende der L-Form ist im Haus ein Kamin integriert. Das Zachary Taylor House erfuhr nur zwei größere bauliche Veränderungen in seiner Geschichte: In der zweiten Hälfte des 19. Jahrhunderts wurden im Nordwesten und Südwesten einstöckige Veranden im Stile der Viktorianischen Architektur ergänzt. In den 1930er Jahren erhielt das erste Stockwerk zwei Badezimmer.